# Henri Willem Karel Huyssen van Kattendijke
Henri Willem Karel ridder Huyssen van Kattendijke (Deventer, 19 juli 1919 – Suameer, 1 maart 1994) was een Nederlands politicus van de CHU (later het CDA). 

## Levensloop
Huyssen van Kattendijke was een telg uit het adellijk geslacht Huyssen van Kattendijke. Aan het begin van zijn loopbaan was hij volontair bij de gemeentesecretarie van Bathmen. Tijdens de Tweede Wereldoorlog werd hij daar leider van de distributiedienst, wat hij later ook in Heino en Deventer is geweest. 

### Burgemeesterschap
In 1945 werd Huyssen van Kattendijke benoemd tot waarnemend burgemeester van Vriezenveen. Het jaar erop werd hij bij koninklijk besluit daar benoemd tot burgemeester waarmee hij toen de jongste burgemeester van Nederland was. Hij was betrokken bij de oprichting en het bestuur van een aantal Vriezenveense stichtingen en verenigingen, waaronder de historische vereniging Oud Vriezenveen. Na de geelzuchtepidemie in 1967 in Westerhaar was Huyssen van Kattendijke verantwoordelijk voor het verbeteren van de sociale en hygiënische omstandigheden. Om een toekomstige epidemie te voorkomen liet het gemeentebestuur een gesloten riool aanleggen in het dorp. Om de sociale omstandigheden te verbeteren werd er een nieuwe school gebouwd en kreeg de voetbalvereniging een derde veld alsook aparte kleedgelegenheden. In 1969 kwam hij in de landelijke media in opspraak door protest tegen het collegebesluit op zondag het Vriezenveense zwembad dicht te houden. In hetzelfde jaar werd hij benoemd tot lid van het bestuur van de CHU.
Midden 1971 volgde zijn benoeming tot burgemeester van Tietjerksteradeel. Bij zijn afscheid in 1982 werd er in Bergum een straat naar hem vernoemd.

### Pensioen en overlijden
In 1970 ontving hij een koninklijke onderscheiding. Bij zijn pensioen in 1982 werd hij bevorderd tot Officier in de Orde van Oranje-Nassau. Begin 1994 overleed Huyssen van Kattendijke op 74-jarige leeftijd.